# Canción de caminante
La «Canción de caminante» es un poema en forma de canción incluido en el texto de la novela fantástica El Señor de los Anillos, del escritor británico J. R. R. Tolkien. Se incluye en el volumen primero, La Comunidad del Anillo, precisamente en el tercer capítulo del libro, titulado «Tres es compañía». Este poema recibe el nombre de un índice de canciones y poemas que usualmente se publica en las ediciones en lengua inglesa junto con el tercer volumen, El retorno del Rey.
El poema ha sido adaptado tanto en el cine como en la música. Sin embargo aunque el poema no aparece en la  trilogía de películas, en El Señor de los Anillos: el retorno del Rey partes del poema son presentadas, incluyendo la canción "The Edge of Night", interpretada por Billy Boyd, con letras del último verso de «La Canción de caminante».

## Contexto
El hobbit Frodo Bolsón está viajando a Cricava en la  comarca, acompañado por su jardinero y amigo Samsagaz Gamyi, conocido como Sam, y su pariente Peregrin Tuk, Pippin. Frodo aparentemente está mudándose a una casa recién comprada, tras haber vendido su agujero hobbit a unos parientes, los Sacovilla-Bolsón. Aun así, él y Sam en secreto han planeado viajar más allá, a Bree donde se reencontraran con el mago Gandalf,  para así poder viajar a Rivendel; Frodo tiene el Anillo del Señor Oscuro Sauron en su posesión, y  cree que estará seguro allí. Ellos viajan durante la noche y empiezan a tararear en voz baja.

Comenzaron a tararear suavemente, como lo hacen los hobbits cuando caminan, sobre todo cuando vuelven a sus casas por la noche. La mayoría canta entonces una canción de cena o de cuna; pero estos hobbits tarareaban una canción de caminantes (aunque con algunas alusiones a la cena y a la cama, por supuesto).
— Tolkien, 1978, «Tres es compañía».

El tío de Frodo, Bilbo Bolsón,  quien lo adoptó y lo consideraba su sobrino, había creado la letra, con una melodía que era «tan vieja como las colinas», y se la había enseñado a Frodo mientras caminaban y hablaban de aventuras.
Después de terminar la canción, los hobbits se encontraron por segunda vez a un Jinete Negro.
La canción es repetida al final de la novela, en el capítulo denominado «Los Puertos Grises», en el tercer volumen de la novela, es decir, en El retorno del Rey. Frodo canta parte de la canción con algunas palabras cambiadas, de forma que se adecúa a la música de «La vieja canción de caminante», cuando se está marchando hacia las Tierras Imperecederas:

De pronto advirtió que Frodo iba cantando en voz queda, cantando la misma vieja canción de caminantes, pero las palabras no eran del todo las mismas: 
Aún detrás del recodo quizá todavía esperen un camino nuevo o una puerta secreta; y aunque a menudo pasé sin detenerme, al fin llegará un día en que iré caminando por esos senderos escondidos que corren al oeste de la Luna, al este del Sol.
— Tolkien, 1980, «Los Puertos Grises»

## Interpretación
Ha sido vista como una metáfora del destino y de la experiencia de Bilbo y Frodo, que comienza en su hogar Bag End. De acuerdo a Tom Shippey, el nombre Bag End es una traducción directa del francés cul-de-sac cuyo significado es un callejón sin salida o una carretera con una sola salida. El viaje de Bilbo y Frodo ha sido interpretado como tal carretera, debido a que ambos inician y culminan sus respectivas aventuras en Bag End. Según Don D. Elgin, La Canción de caminante es una canción " sobre los caminos que te llevan hasta regresar finalmente a las cosas familiares que siempre has conocido.."
Otra interpretación concluye que la canción hace referencia al inevitable viaje hacia la muerte y el más allá.

## Letra en la película
"Home is behind, the world ahead
And there are many paths to tread
Through shadow, to the edge of night
Until the stars are all alight
Mist and shadow
Cloud and shade
All shall fade
All shall fade"
"El hogar está detrás, el mundo por delante
Y hay muchos caminos por andar
A través de la sombra, al filo de la noche
Hasta las estrellas han bajado
Niebla y sombra
Nube y sombra
Todo se desvanecerá
Todo se desvanecerá"
Aunque la canción no fue compuesta por Howard Shore, él si proporcionó el acompañamiento orquestal. La canción pasó a compartir la apertura perfecta del quinto intervalo que abre el tema de Gondor (donde se canta en la película) y la melodía se da en un movimiento paso a paso.
La frase "el hogar está detrás, el mundo por delante" es pronunciada por Gandalf cerca del principio de la película El Hobbit: Un Viaje Inesperado (2012), cuando Bilbo y los enanos salin de la Comarca por primera vez. La canción fue utilizada en El retorno del Rey (2003) y en el último tráiler de lanzamiento el 28 de julio de 2014 de El Hobbit: La Batalla de los Cinco Ejércitos que cuenta la "aventura" del poema.